# 애리얼 게이드
에리얼 게이디(Ariel Gade, 영어 발음: /ˈɛəriəl ˈɡeɪdi/, 1996년 혹은 1997년 ~ )는 미국의 전 배우이다. 2011년 가족과 학업에 집중하기 위해 연예계에서 은퇴하였다.

## 출연 작품

### 영화
- 엔비 (2004)
- 다크 워터 (2005)
- 에이리언 VS. 프레데터 2 (2007)
- 와일드 울프 (2009, Call of the Wild)
- 죽이고 싶었습니다 (2011)

### 텔레비전
- 인베이전 (2005-06)
- Last Call with Carson Daly (2005-08) - 본인
- 미티어 (2009)